# Aleksej Sokolov
Aleksej Vladimirovič Sokolov (in russo Алексей Владимирович Соколов?; Leningrado, 14 novembre 1979) è un maratoneta russo.
Ha stabilito il 29 ottobre 2007 a Dublino il primato nazionale nella maratona in 2h09'07".

## Palmarès
| Anno | Manifestazione  | Sede       | Evento   | Risultato | Prestazione | Note |
| ---- | --------------- | ---------- | -------- | --------- | ----------- | ---- |
| 2008 | Giochi olimpici | Pechino    | Maratona | 21º       | 2h15'57"    |      |
| 2010 | Europei         | Barcellona | Maratona | 9º        | 2h20'49"    |      |
| 2011 | Mondiali        | Taegu      | Maratona | 18º       | 2h16'23"    |      |
| 2013 | Mondiali        | Mosca      | Maratona | 24º       | 2h17'12"    |      |